# Merindad de Cuesta-Urria
Merindad de Cuesta-Urria es un municipio de España, situado a los pies de la sierra de la Tesla, en una zona llana con ligeras colinas en la comarca de Las Merindades, en la provincia de Burgos, comunidad autónoma de Castilla y León y partido judicial de Villarcayo. La capital es Nofuentes.
Entre su patrimonio monumental, destaca la iglesia de Cebolleros, con su retablo renacentista del siglo XVI, restaurado recientemente.

## Geografía
El municipio está formado por 24 localidades:
- Ael
- Almendres
- Baíllo
- Casares
- Cebolleros
- Extramiana
- Hierro
- Lechedo
- Mijangos
- Nofuentes, capital del municipio.
- Paralacuesta
- Pradolamata
- Quintana-Entrepeñas
- Quintanalacuesta
- Quintanilla-Montecabezas
- Las Quintanillas
- San Cristóbal de Almendres
- Santa Coloma
- Urria
- Valdelacuesta
- Valmayor de Cuesta Urria
- Villamagrín
- Villapanillo
- Villavedeo

## Medio ambiente
El 23 % de su término (2810,32 hectáreas) queda afectado por la ZEPA Sierra de la Tesla-Valdivielso, donde destacan las siguientes especies: buitre leonado (Gyps fulvus), aguilucho pálido (Circus cyaneus), alimoche (Neophron percnopterus) y chova piquirroja (Pyrrhocorax pyrrhocorax).

## Historia
Los visigodos ya se asentaron en las cercanías de Mijangos hacia el siglo VI. Posteriormente, en esta localidad, una de las más antiguas de la Merindad, existió un fuero que determinaba los tributos que debían de pagar los habitantes al monasterio de Oña.
En el siglo XIV, se levantó en la sierra de la Tesla el castillo de Montealegre, con el propósito de controlar toda la Merindad.
En el siglo XVIII, la Merindad de Cuesta-Urria se segrega de las antiguas Merindades de Castilla la Vieja, pasando a formar parte del partido de Castilla la Vieja en Laredo, contando con las siguientes villas:
Ya en el siglo XIX, esta merindad se reorganizó formando su actual territorio y en la villa de Nofuentes se emplazó su capital.
- Ael
- Almendres
- Arroyuelo
- Baíllo
- Casares
- Extramiana
- Hierro
- Lechedo
- Mijangos
- Nofuentes, capital del municipio.
- Palazuelos
- Paralacuesta
- Pradolamata
- Quintana Entrepeñas
- Quintanalacuesta
- Quintanilla Montecabezas
- Las Quintanillas
- Ribamartín
- San Cristóbal de Almendres
- Santa Coloma
- Tartalés de Cilla
- Trespaderne
- Urria
- Valdelacuesta
- Valmayor de Cuesta Urria
- Villamagrín
- Villanueva del Grillo
- Villapanillo

Se constituyen como ayuntamientos constitucionales, todos en el partido de Briviesca: La Aldea del Portillo, Cereceda, La Molina y Penches.
En 1896, se forma el Ayuntamiento de Trespaderne, independizándose de la Merindad de Cuesta-Urria y segregándose de la merindad las siguientes localidades: Arroyuelo, Palazuelos, Trespaderne y Tartalés de Cilla.

## Demografía
Merindad de Cuesta Urria cuenta con una población de 270 habitantes (INE 2024).
| Gráfica de evolución demográfica de Merindad de Cuesta Urria entre 1842 y 2021 |
| |
| Población de derecho según los censos de población del INE. Población de hecho según los censos de población del INE.Entre el censo de 1877 y el anterior, disminuye el término del municipio porque independiza a Trespaderne. |

En 1843 pertenecía al partido de Villarcayo y contaba con 1538 habitantes.

## Administración y política

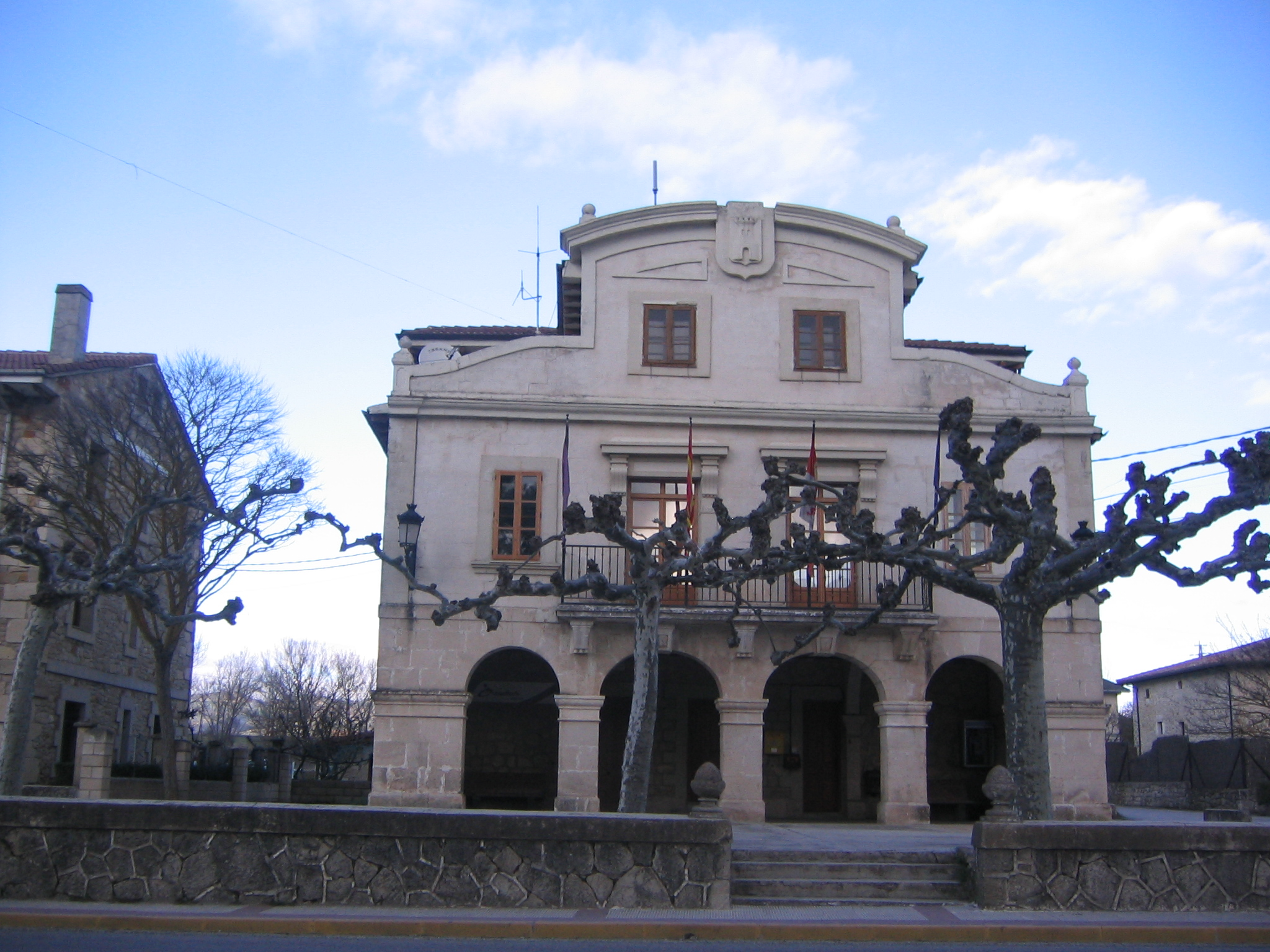
Casa consistorial

En las pasadas elecciones municipales de 2007 los resultados fueron estos:
- PP: 6 concejales (242 votos)
- PSOE: 1 concejal (70 votos)
- El alcalde es Alfredo Beltrán Gómez, del Partido Popular.

## Patrimonio
- Iglesias románicas y de otros estilos
- Casonas blasonadas
- Puente de Mijangos
- Castillo de las Cuevas de Cebolleros